# Amar pelos dois
Az Amar pelos dois (magyarul: Szerelem mindkettőnknek) Salvador Sobral, portugál énekes dala, amellyel Portugália képviseletében megnyerte a 2017-es Eurovíziós Dalfesztivált, Kijevben. A dal 2017. március 5-én, a portugál nemzeti döntőben, a Festival da Cançãóban megszerzett győzelemmel érdemelte ki a dalversenyen való indulás jogát.

## Eurovíziós Dalfesztivál
2017. február 18-án vált hivatalossá, hogy az énekes is résztvevője a Festival da Canção mezőnyének. Dalával először az február 19-i első elődöntőben versenyzett, ahonnan második helyezettként sikeresen továbbjutott a döntőbe. A március 5-én rendezett döntőben a nemzeti zsűri és a nézők szavazatai alapján megnyerte a válogatóműsort, így az alábbi dallal képviselhette Portugáliát az Eurovíziós Dalfesztiválon.
A dalt először a május 9-i első elődöntőben adta elő, fellépési sorrendben kilencedikként az Azerbajdzsánt képviselő Dihaj Skeletons című dala után és a Görögországot képviselő Demy This Is Love című dala előtt.  A dal első helyezettként továbbjutott az elődöntőből a május 13-i döntőbe, ahol fellépési sorrendben tizenegyedikként adta elő a Dániát képviselő Anja Where I Am című dala után és az Azerbajdzsánt képviselő Dihaj Skeletons dala előtt. A szavazás során a zsűri szavazáson összesítésben első helyen végzett 382 ponttal (az Egyesült Királyságtól, Csehországtól, Franciaországtól, Grúziától, Hollandiától, Izlandtól, Izraeltől, Lengyelországtól, Lettországtól, Litvániától, Magyarországtól, Örményországtól, San Marinótól, Spanyolországtól, Svájctól, Svédországtól, Szerbiától és Szlovéniától maximális pontot kapott), míg a nézői szavazáson első helyen végezett 376 ponttal (Ausztriától, Belgiumtól, Finnországtól, Franciaországtól, Hollandiától, Izlandtól, Izraeltől, Litvániától Németországtól, Norvégiától, Spanyolországtól és Svájctól maximális pontot kapott), így összesítve 758 ponttal megnyerte a versenyt és megszerezte Portugália első eurovíziós győzelmét, egyben a 2018-as Eurovíziós Dalfesztivál rendezési jogát is elnyerte.
A következő portugál induló Cláudia Pascoal volt az O jardim című dalával a hazai rendezésű 2018-as Eurovíziós Dalfesztiválon, Lisszabonban.
A következő győztes az Izraelt képviselő Netta Toy című dala volt.

### Kapott pontok
Első elődöntő
| Szavazat | Össz | Szavazó országok | Szavazó országok | Szavazó országok | Szavazó országok | Szavazó országok | Szavazó országok | Szavazó országok | Szavazó országok | Szavazó országok | Szavazó országok | Szavazó országok | Szavazó országok | Szavazó országok | Szavazó országok | Szavazó országok | Szavazó országok | Szavazó országok | Szavazó országok | Szavazó országok | Szavazó országok   |
| Szavazat | Össz | Svédország       | Grúzia           | Ausztrália       | Albánia          | Belgium          | Montenegró       | Finnország       | Azerbajdzsán     | Görögország      | Lengyelország    | Moldova          | Izland           | Csehország       | Ciprus           | Örményország     | Szlovénia        | Lettország       | Olaszország      | Spanyolország    | Egyesült Királyság |
| -------- | ---- | ---------------- | ---------------- | ---------------- | ---------------- | ---------------- | ---------------- | ---------------- | ---------------- | ---------------- | ---------------- | ---------------- | ---------------- | ---------------- | ---------------- | ---------------- | ---------------- | ---------------- | ---------------- | ---------------- | ------------------ |
| Nézők    | 197  | 12               | 8                | 10               | 12               | 12               | 7                | 12               | 8                | 10               | 12               | 6                | 12               | 7                | 6                | 7                | 12               | 12               | 10               | 12               | 10                 |
| Zsűri    | 173  | 5                | 12               | 6                | 6                | 7                | 4                | 10               | 12               | 5                | 12               | 12               | 12               | 7                | 10               | 7                | 8                | 12               | 4                | 12               | 10                 |

Döntő
| Szavazat | Össz | Szavazó országok | Szavazó országok | Szavazó országok | Szavazó országok | Szavazó országok | Szavazó országok | Szavazó országok | Szavazó országok | Szavazó országok | Szavazó országok | Szavazó országok | Szavazó országok | Szavazó országok | Szavazó országok | Szavazó országok | Szavazó országok | Szavazó országok   | Szavazó országok | Szavazó országok | Szavazó országok | Szavazó országok | Szavazó országok | Szavazó országok | Szavazó országok | Szavazó országok | Szavazó országok | Szavazó országok | Szavazó országok | Szavazó országok | Szavazó országok | Szavazó országok | Szavazó országok | Szavazó országok | Szavazó országok | Szavazó országok | Szavazó országok | Szavazó országok | Szavazó országok | Szavazó országok | Szavazó országok | Szavazó országok |
| Szavazat | Össz | Izrael           | Lengyelország    | Fehéroroszország | Ausztria         | Örményország     | Hollandia        | Moldova          | Magyarország     | Olaszország      | Dánia            | Azerbajdzsán     | Horvátország     | Ausztrália       | Görögország      | Spanyolország    | Norvégia         | Egyesült Királyság | Ciprus           | Románia          | Németország      | Ukrajna          | Belgium          | Svédország       | Bulgária         | Franciaország    | Grúzia           | Albánia          | Montenegró       | Finnország       | Izland           | Csehország       | Szlovénia        | Lettország       | Szerbia          | Macedónia        | Málta            | Írország         | San Marino       | Svájc            | Litvánia         | Észtország       |
| -------- | ---- | ---------------- | ---------------- | ---------------- | ---------------- | ---------------- | ---------------- | ---------------- | ---------------- | ---------------- | ---------------- | ---------------- | ---------------- | ---------------- | ---------------- | ---------------- | ---------------- | ------------------ | ---------------- | ---------------- | ---------------- | ---------------- | ---------------- | ---------------- | ---------------- | ---------------- | ---------------- | ---------------- | ---------------- | ---------------- | ---------------- | ---------------- | ---------------- | ---------------- | ---------------- | ---------------- | ---------------- | ---------------- | ---------------- | ---------------- | ---------------- | ---------------- |
| Nézők    | 376  | 12               | 10               | 7                | 12               | 10               | 12               | 6                | 7                | 5                | 5                | 8                | 10               | 7                | 8                | 12               | 12               | 8                  | 7                | 7                | 12               | 10               | 12               | 10               | 7                | 12               | 8                | 8                | 8                | 12               | 12               | 8                | 8                | 10               | 8                | 7                | 8                | 10               | 7                | 12               | 12               | 10               |
| Zsűri    | 382  | 12               | 12               | 10               | 8                | 12               | 12               | 7                | 12               | 5                | 10               | 8                | 7                | 7                | 5                | 12               | 10               | 12                 | 8                | 6                | 10               | 10               | 8                | 12               |                  | 12               | 12               | 6                |                  | 8                | 12               | 12               | 12               | 12               | 12               | 10               | 10               | 5                | 12               | 12               | 12               | 8                |

### Díjak
A zeneszerzői díj és a művészeti díj kategóriában megnyerte a Marcel Bezençon-díjat. Emellett az ESC Radio-nál ő lett a legjobb férfi előadó és a legjobb dal kategóriák győztese.

## Galéria

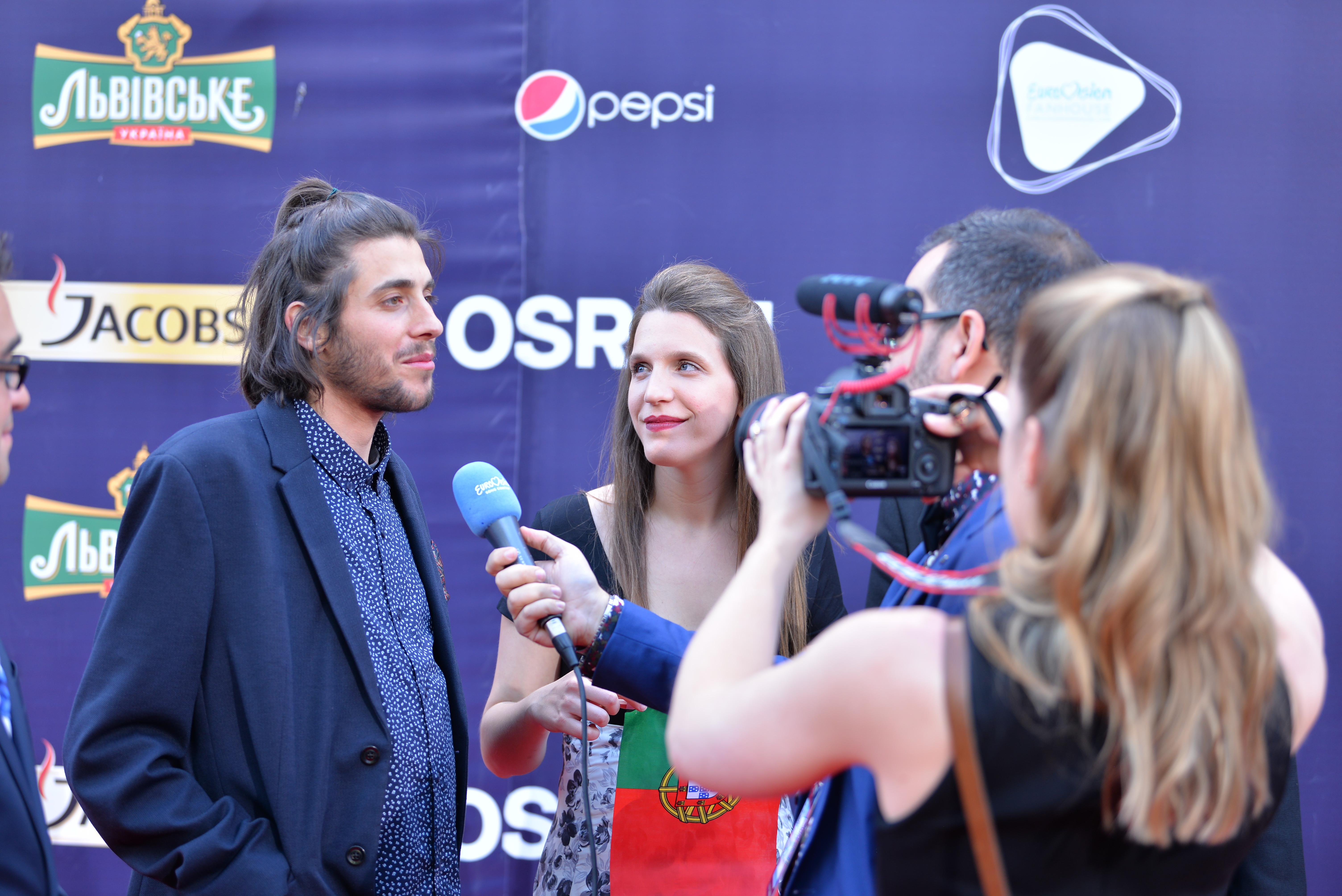
A megnyitóünnepségen
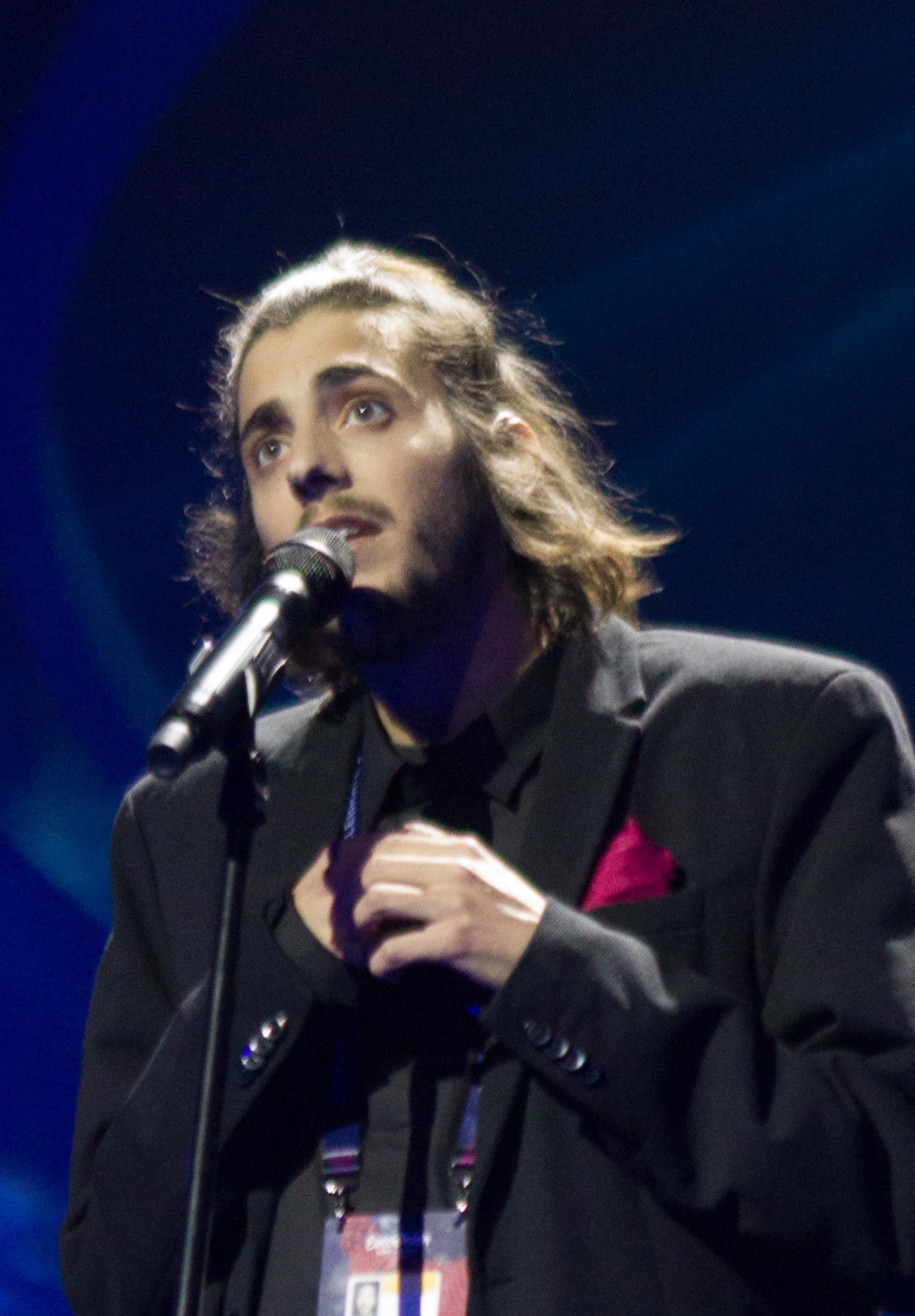
Az első elődöntő főpróbáján
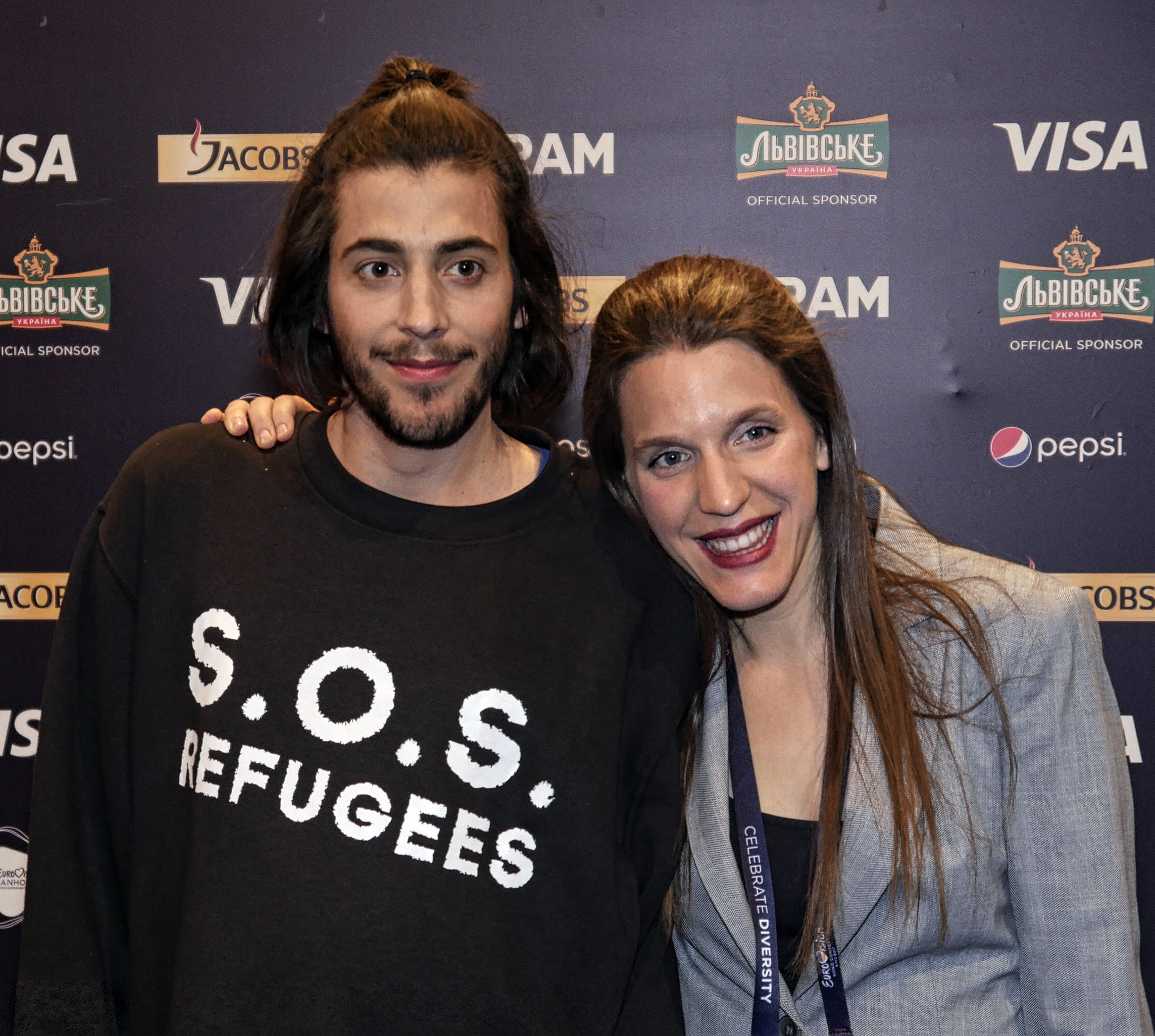
Az első elődöntő utáni sajtótájékoztatón
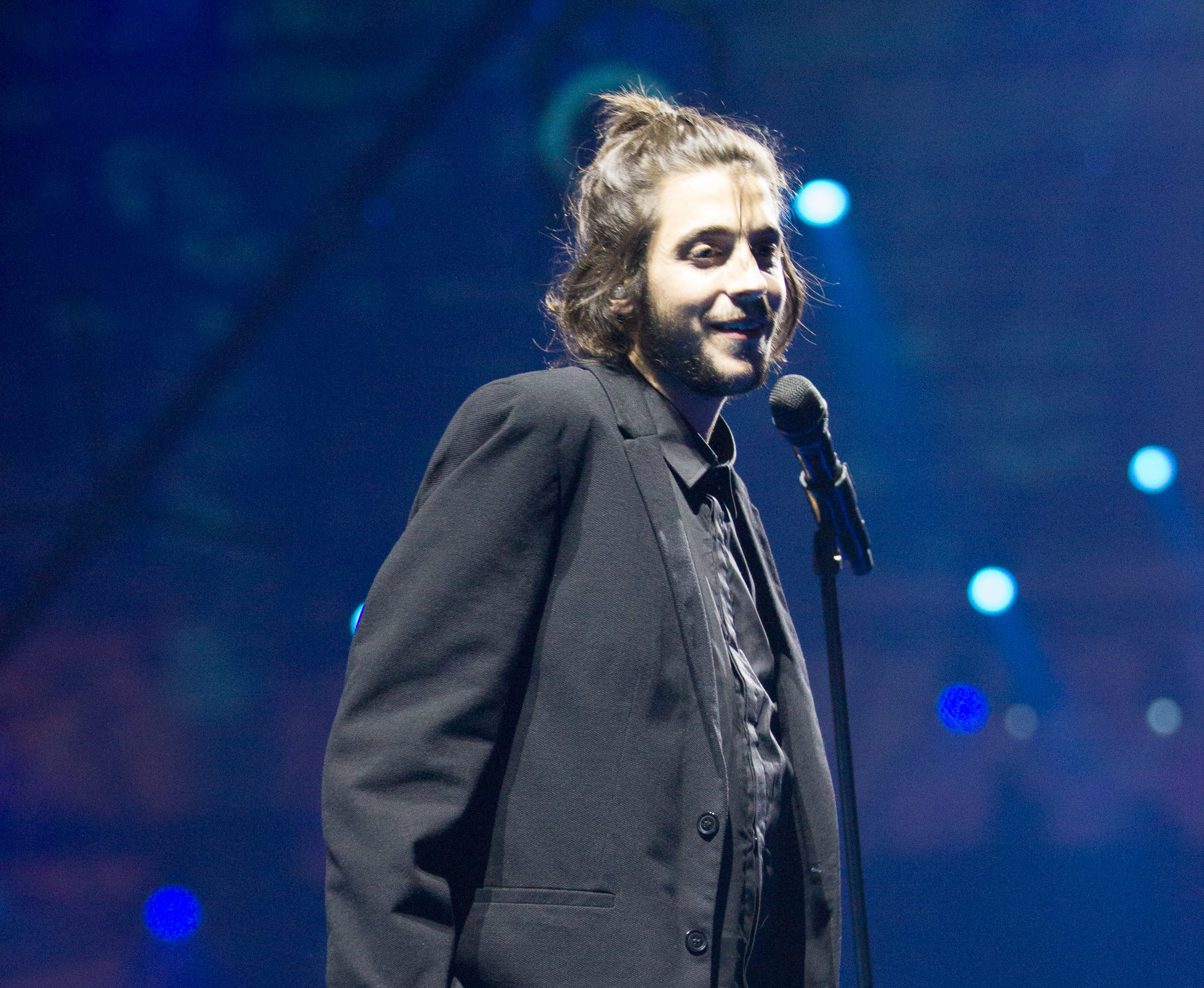
A döntő főpróbáján
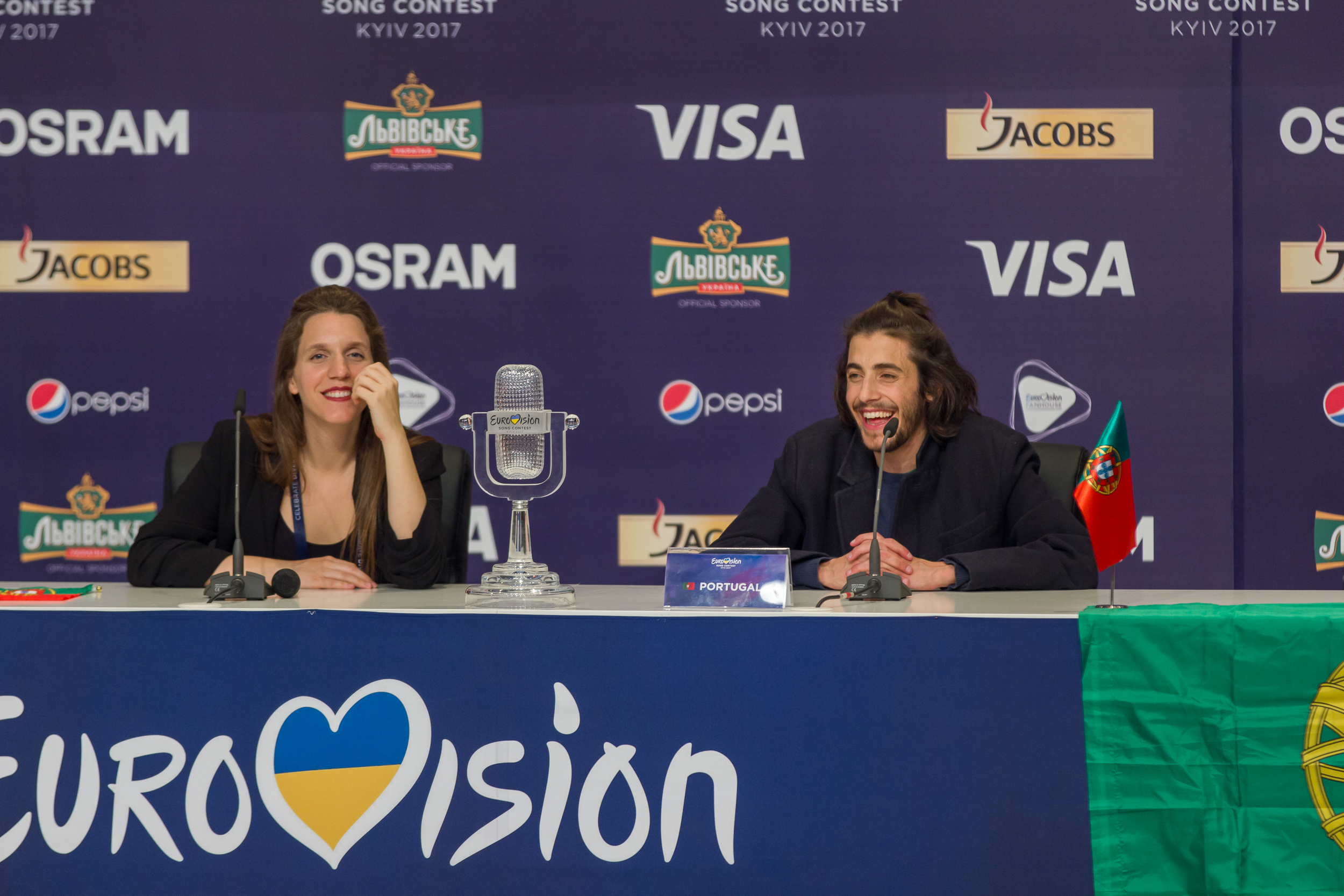
A döntő utáni sajtótájékoztatón